# Pontiac Firebird
O Firebird é um modelo desportivo compacto da Pontiac.

## Pontiac Firebird Trans Am
O Trans Am é uma versão do Firebird, automóvel fabricado pela extinta divisão Pontiac da General Motors. Seu auge foi na década de 1970, quando fez parte do filme Smokey and the Bandit. A terceira geração do modelo ficou muito conhecida por ter sido utilizada na série televisiva norte-americana Knight Rider.

## História
A Pontiac era a divisão de carros de "performance" da GM, e que apesar de ter trazido para o mundo o primeiro muscle car da história, o Pontiac GTO (idealizado por John Z. DeLorean) além de outros belos carros, acabou fechando as portas devido à grande crise que afetou a General Motors nos últimos anos. E coube à Pontiac criar um "genérico" do Camaro com um espírito mais arrojado: o Pontiac Firebird. Ele usava a mesma plataforma do Camaro, além de motores, câmbios e outras partes estruturais de carros da família GM (Chevrolet, Oldsmobile, Buick). Nascido em 1967 junto com o Camaro, ele aos poucos foi conquistando compradores, mas nunca foi um sucesso de vendas.
Em 1969 apareceu a versão "Trans Am" do Firebird, em homenagem à categoria de corrida de mesmo nome, muito popular nos EUA. Apesar do nome, ele nunca participou de corridas, e trazia um grande pacote de performance que dava outra vida ao carro. O Trans Am de 1969 foi pouquíssimo produzido, ainda com a cara da primeira geração dos Firebirds, e hoje é um item raro entre os colecionadores de automóveis reais.
No meio de 1970 veio a atualização do Camaro, e na cola a versão atualizada do Firebird, agora também nas versões Formula e Trans Am, com mais força no motor V8 e itens de estilo bem chamativos. O Trans Am era o top, com os motores mais potentes, câmbio com melhor desempenho (tanto na versão automática como na versão manual), e vários itens que só eram encontrados nesta versão: painel de metal, aerofólio e spoiler, grade diferenciada e faixas esportivas que destacavam o desenho de um pássaro de fogo (o "Firebird", chamado de "screaming chicken", ou "galinha histérica"), nome adotado pelos satisfeitos proprietários.
O problema é que logo após o seu aparecimento, a crise do petróleo atingiu os americanos, e esse tipo de carro que bebia gasolina demais acabou sobrando nos estoques das lojas. O preço do seguro de carros esportivos também explodiu na época, e carros como esse eram muito mal vistos.
Nos próximos anos o desenho do pássaro de fogo ganhou todo o capô do carro de uma forma exagerada, que muitos viram como algo "brega". Mas foi justamente entre 1970 e 1974 que saíram as versões mais potentes e mais bonitas, contrariando o costume da época de lançar carros feios e fracos. Os Trans Ams eram feitos apenas nas cores branca, vermelho, azul e alguns na cor "Brewster Green", que é o verde que vemos na cor do modelo que a Hot Wheels lançou neste ano.

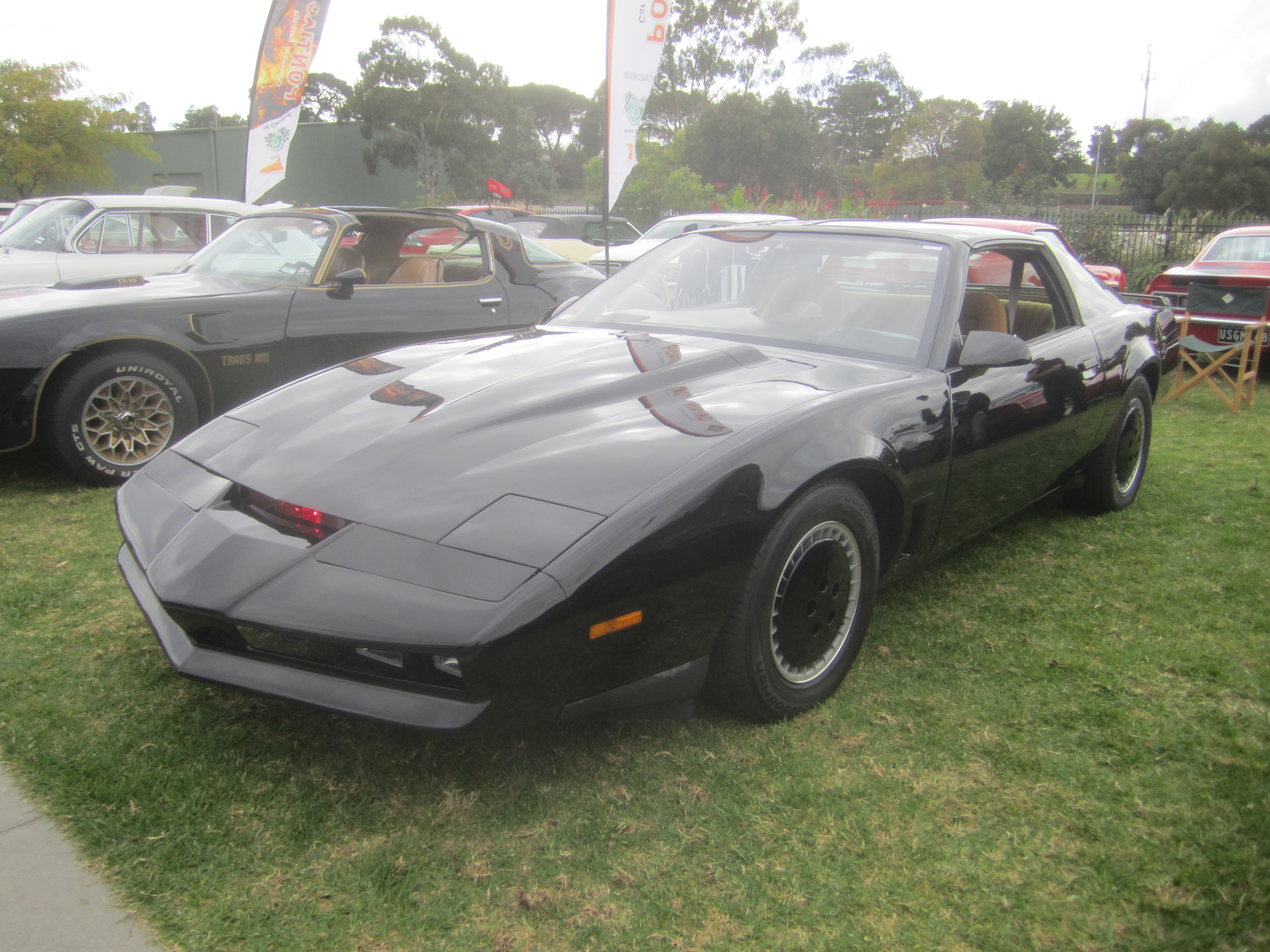
Pontiac Firebird Trans Am modelo 1982, o mesmo utilizado na série Knight Rider

Nos anos seguintes a potência caiu e o design ficou menos atraente. Mesmo assim o Trans Am fez fama ao atuar em alguns filmes de sucesso, como Agarre-me se Puderes, com o belo Trans Am "Bandit", e no seriado A Super Máquina com o "K.I.T.T". Por tudo isso, ele hoje é um carro visto por colecionadores como uma peça importante, e considerado um belo carro com um design e estilo únicos. Alguns modelos mais raros (como os "Super Duty") tem um valor maior em leilões, e na maioria das vezes é possível encontrar alguns Trans Ams com preço bem acessível nos EUA. A produção do Firebird e dos Trans Ams durou até a década de 1990.
A versão "Formula" vinha de fábrica na época com motor V8, e só não era mais equipado do que a versão top de linha "Trans Am". E ele podia vir com os potentes motores 400 ou 440 da GM nessa versão, o que o deixou muito popular na época.

## Retorno
A GM pretende, em 2015, lançar o modelo com design atualizado.

## Na Cultura Popular
É famoso principalmente por ter sido o modelo do carro K.I.T.T., personagem na série Knight Rider (O Justiceiro em Portugal ou A Super Máquina no Brasil), onde o veículo era um modelo 1982 na cor preta, e o modelo do ano 1988 do carro do protagonista Naoto Tamura na série tokusatsu japonesa Jiban.
Na série Cobra Kai que traz de volta os personagens da série de filmes Karatê Kid - A Hora da Verdade, podemos ver como Johnny Lawrence é apegado ao seu Firebird vermelho, que possui muito destaque nas primeiras temporadas .